# Hoogwater
Hoogwater is het bereiken van een bepaald waterpeil in zeeën, meren of rivieren, dat soms kan leiden tot overstroming. De oorzaken zijn verschillend en het begrip wordt voor meerdere situaties gebruikt. Een belangrijk verschil is hoogwater door het astronomisch getij en door andere (natuur)verschijnselen.

## Getijdewateren
In zeeën en wateren met merkbare astronomische getijden is hoogwater het moment van het hoogste waterpeil aan het einde van de vloed, vlak voor de overgang naar eb. Hoog- en laagwater van het getij wisselen elkaar gemiddeld gezien af om de 6 tot 6½ uur, een volledige getijcyclus duurt 12 uur en 25 minuten. De natuurlijke krachten van de maan veroorzaken bij volle en nieuwe maan een hogere hoogwaterstand dan normaal, dat heet springtij.
Waterdiepte, de vorm van de kust en de uitmonding van rivieren, kunnen invloed hebben op het gedrag van het getij. Daardoor kan een getij op bepaalde plaatsen veel langer duren, in Den Helder komen bijvoorbeeld dubbele hoogwaters voor. Op zee groeien getijgolven soms tot wel 10 meter.
Door harde aanlandige wind op zee of meer  kan een zogenaamde stormvloed ontstaan van opstuwend water bij de kust (driftstroom). Soms valt een aanlandige storm samen met het getij (spring) vloed en stapelen beide hoogwaterstanden als het ware op elkaar. In deze situatie bestaat in Nederland het grootste risico dat duinen afkalven of gebieden overstromen. 

## Neerslag of aanvoer door rivieren
In meren, rivieren en kleinere stromen wordt gesproken van hoogwater wanneer het waterpeil gedurende langere tijd (meerdere dagen) de normale meetwaarden overschrijdt. Dat heeft niet te maken met de astronomische getijden. Rivieren hebben meestal - afhankelijk van de vorm van het stroomgebied - een seizoensgebonden accumulatie, ongeveer samenvallend met het smelten van de sneeuw in de bergen waar de bronnen van de rivieren ontspringen, en bij langdurige of hevige regenval in het hele stroomgebied van de rivieren.
In Nederland waren de afgelopen eeuw twee buitengewone situaties aanleiding voor regering en parlement om te besluiten tot het nemen van grootschalige verdedigingsmaatregelen tegen hoogwater vanuit de Noordzee en van de grote rivieren. Dat was in 1953 de Watersnoodramp, die tot de Deltawet en de Deltawerken voerde en in 1995 het hoogwater in de Maas, Rijn en Waal met dreigende overstroming van Rivierenland en een grootscheepse evacuatie, dat tot het overheidsprogramma Ruimte voor de Rivier voerde.

## Bescherming
Nederland kent van oudsher verschillende beschermingsmethoden, zowel technisch als organisatorisch en zowel structureel als incidenteel. De aanleg van dijken en het bouwen van gemalen (vroeger molens) zijn voorbeelden van structurele bescherming, het oprichten, financieren en instandhouden van bestuurlijke eenheden als waterschap en Rijkswaterstaat zijn voorbeelden van organisatorische bescherming, het dichtzetten van hoogwaterkeringen is een incidentele maatregel, een combinatie van techniek (de kering) en organisatie (bewaking waterpeil en actie zodra nodig), het verzamelen van data en het doen van voorspellingen is een structurele organisatorische maatregel.
De waterstanden worden in Nederland bijgehouden door de RWS Water, Verkeer en Leefomgeving (van 2008 tot 2013 de Waterdienst, daarvoor het RIZA), dat een hoogwaterbericht uitstuurt wanneer een bepaald kritisch peil is bereikt.
Bij een sterke verhoging van de waterstanden die mogelijk tot risicovolle situaties kunnen leiden, treden in Nederland verschillende mechanismen in werking, grotendeels ontwikkeld, in stand gehouden en gefinancierd door de rijksoverheid en lagere overheden, met ondersteuning van hulpdiensten en burgers. Het gaat om een reeks maatregelen die meestal in elkaar grijpen, en elkaar wederzijds beïnvloeden, zoals het  openzetten van spuien en sluiten van waterkeringen, en er bestaan protocollen waarbij bijvoorbeeld ook samenwerking is geregeld tussen verschillende diensten, lokale overheden en burgers. 
Bij verdere stijging kan het komen tot overstromingen. In de bergen kunnen aanzwellende bergbeken bruggen meesleuren of aardverschuivingen veroorzaken. 

### Binnenvaart
Een van de maatregelen bij hoogwater is het stilleggen van de binnenvaart.